# Тетраэтоксисилан
Тетраэтоксисила́н (тетраэтилсиликат, этилсиликат, тетраэтилортосиликат) — простой эфир ортокремниевой кислоты и этилового спирта с формулой (C2H5O)4Si. Представляет собой летучую прозрачную бесцветную жидкость с характерным пряно-сладковатым, несколько схожим со спиртовым, запахом.

## История и получение
До 60-х годов XX века эфиры-ортосиликаты получали путём прямой этерификации ацетонового раствора ортокремниевой кислоты, полученного разложением жидкого стекла в присутствии ацетона и минеральных кислот с последующим высаливанием 10—12 % ацетонового раствора. Метод характеризовался низкой чистотой получаемого продукта и малым выходом тетраэтоксисилана.
Развитие технологии кремния привело к появлению крупнотоннажного производства тетрахлорида кремния. В конечном итоге к 70-м годам XX века было налажено массовое производство тетраэтокисисилана путём взаимодействия тетрахлорида кремния с этанолом с выходом продукта близким к теоретически возможному.

## Свойства
Тетраэтоксисилан хорошо смешивается с органическими растворителями, водой, водными растворами кислот.
В присутствии воды и водных растворов минеральных кислот происходит гидролиз тетраэтоксисилана с отщеплением этанола и последующей конденсацией гидроксипроизводных. В зависимости от условий гидролиза (температура, тип катализатора, наличие органического растворителя) образование геля может происходить с различной скоростью.

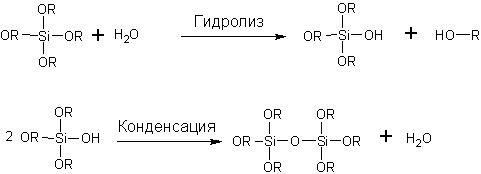
Механизм конденсации ТЭОС

В присутствии различных спиртов (и иногда катализатора) тетраэтоксисилан способен переэтерефицироваться, присоединяя молекулы присутствующего спирта с отщеплением этанола. Реакция переэтерификации является обратимой, поэтому для полноты прохождения реакции переэтерификации этанол, как правило, отгоняется самостоятельно или с подходящим азеотропным компонентом.

## Применение
Используется в стоматологии, ювелирном деле, технологии керамики как компонент самоотверждающихся составов при снятии слепков.
Является основой для синтеза других эфиров ортокремниевой кислоты путём переэтерификации с параллельной отгонкой выделяющегося этилового спирта.
При синтезе кремнийорганических полимеров применяют в качестве отвердителя.